# 労金カードサービス
株式会社労金カードサービス（ろうきんカードサービス、Rokin Card Service）は、日本のクレジットカード会社である。労働金庫連合会および各労働金庫の出資会社で、ユーシーカードのブラザーズカンパニーである。
2001年（平成13年）4月より、労働金庫とのキャッシュカード一体型のクレジットカードを発行している。

## 沿革
- 1983年（昭和58年）
  - 8月20日 - 設立[1]
  - 10月1日 - 営業開始[1]

## クレジットカード
Visaかマスターカードが発行される。それぞれ法人カードがある。
- ろうきんUCカード （一般カード）
- ろうきんUCゴールドカード

### 提携カード
- ホンダCカード（本田技研工業）